# Pante Garot
Pante Garot is een bestuurslaag in het regentschap Pidie van de provincie Atjeh, Indonesië. Pante Garot telt 1251 inwoners (volkstelling 2010).